# Torre di Airadu
La Torre di Airadu (o Torre Radu, Torre Bianca o Torre di Mezzo) è una torre situata nella baia di Porto Ferro (Sassari); assieme alla Torre Negra e alla Torre di Bantine Sale, è una delle tre torri che dominano questo tratto di costa, costruite durante il regno di Filippo II per proteggere l'isola dalle incursioni saracene.

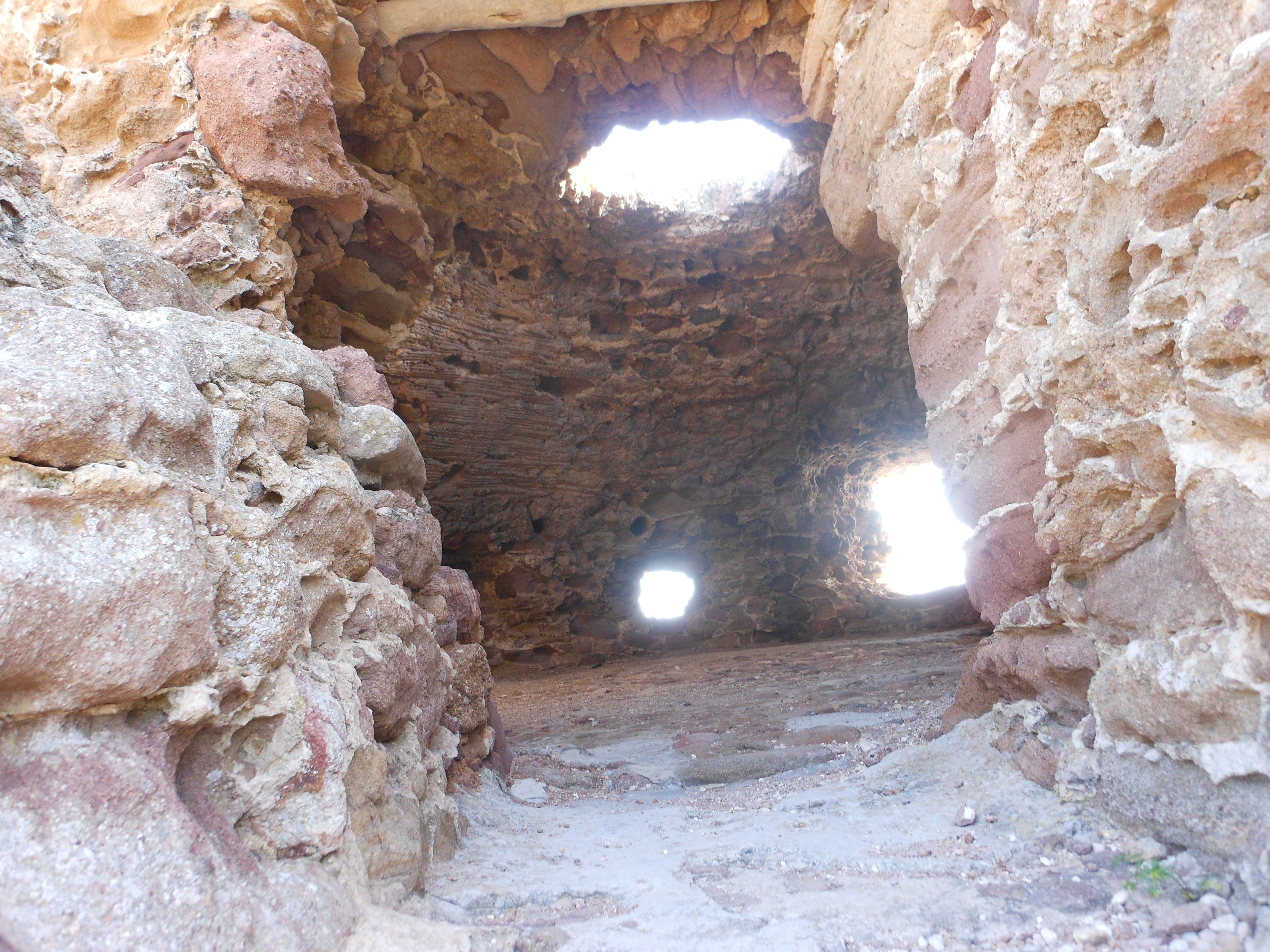
Vista dell'interno

È una classica "torre senzillas", situata a metà strada fra le altre due torri di Porto Ferro. Eretta nel XVI secolo, è in muratura a sacco composta da rocce calcaree e malta di calce; si erge per circa 6 metri, con un diametro alla base di circa 12 metri, e conserva ancora tracce d'intonaco; l'unica entrata è una porta posta a 1,5-3 metri d'altezza, da cui si può accedere all'interno, coperto da una volta a cupola con un oculo centrale, bucato da diverse nicchie e feritoie. 
È probabile che venne utilizzata poco per scopi militari, fungendo invece come rifugio per i pescatori di coralli; alla metà del XVIII secolo era già abbandonata. Ad oggi versa in uno stato non buono e le sue condizioni statiche sono incerte.